# Чёрная (приток Кишмы)
Чёрная — река в Павловском и Богородском районах Нижегородской области. Правый приток реки Кишмы.
Исток находится на территории Богородского района. Впадает в Кишму возле деревни Гомзово. Длина — 8 км. Постоянное течение наблюдается на последних 5 км. Протекает в лесистой закарстованной местности. Карстовые воронки в её долине сливаются и образуют единую карстово-аллювиальную долину. На реке имеются несколько бобровых плотин.

## Экологические проблемы
В настоящее время река, обитатели и ландшафт её долины находятся под угрозой, поскольку здесь планируется разработка Гомзовского месторождения гипса и ангидрита. Главную опасность для реки Чёрной составляет то, что полезная толща месторождения находится ниже уровня грунтовых вод. Водопонижение приведёт к исчезновению реки, ландшафта и биоты её долины.